# Xorides sejugatus
Xorides sejugatus är en stekelart som först beskrevs av Charles Thomas Brues 1910.  Xorides sejugatus ingår i släktet Xorides och familjen brokparasitsteklar. Inga underarter finns listade i Catalogue of Life.